# 동래향교 반화루
동래향교 반화루(東萊鄕校 攀化樓)는 부산광역시 동래구 동래향교에 있는 조선시대의 건축물이다. 2013년 5월 8일 부산광역시의 문화재자료 제65호로 지정되었다.

## 개요
반화루는 동래향교 정면에 위치하는 남루(南樓)로 동래향교 경내의 문 가운데 건축적으로 가장 위계가 높은 누문(樓門)이다. 1788년 동래부사 이경일이 남루를 중건하여 반화루라 하였고, 그 후 1813년 부사 홍수만이 동래향교를 지금의 위치로 옮기고 1815년에 반화루를 새로 건립하였다.
정면 3칸, 측면 2칸 규모에 공포는 익공계로서 1출목 2익공식이다. 상부가구는 5량가이며, 지붕은 부연을 둔 겹처마의 팔작지붕이다. 지붕 4면의 처마는 모두 겹처마이고, 건물 네 귀의 추녀 위에 사래를 겹쳐 놓았다. 2익공 위에 봉두형(鳳頭形)으로 새긴 보머리와 익공쇠서에 연봉(蓮峰)과 연꽃을 조각한 것에서 조선후기의 건축 수법을 볼 수 있다.
또한 익공의 형태와 초각 및 부재의 치목, 결구수법 등에서 조선후기 향교 문루의 건축적 특징을 잘 보여주고 있으며, 보존상태도 양호한 편이다. 지방 향교 문루 중에서는 다소 늦은 시기에 건축된 건물이지만 구조와 평면형식, 입면구성 등에서 조선후기 향교 문루의 건축적 특징을 잘 보여주고 있는 등 학술적 가치를 지니고 있는 건축 문화재이다.

## 참고 자료
- 동래향교 반화루 - 국가유산청 국가유산포털